# Leanira adenensis
Leanira adenensis är en ringmaskart som beskrevs av Pettibone 1970. Leanira adenensis ingår i släktet Leanira och familjen Sigalionidae. Inga underarter finns listade i Catalogue of Life.